# La Maison des égarées
Pour plus de détails, voir Fiche technique et Distribution.
La Maison des égarées (岬のマヨイガ, Misaki no Mayoiga, litt. Le Cap Mayoiga) est un film d'animation japonais réalisé par Shinya Kawatsura et sorti en 2021.

## Synopsis
À la suite d'un cataclysme, deux jeunes filles se retrouvent séparées de leurs familles respectives. Elles ne se connaissent pas et se retrouvent sans toit. Yui, 17 ans, qui a fugué d'un foyer violent, et Hiyori, 8 ans, qui a perdu sa famille et sa voix, n'ont nulle part où aller lorsqu'elles rencontrent Kiwa, une vieille dame étrange. Celle-ci décide de les recueillir et de leur offrir l'hospitalité dans sa maison, qui est à l'écart du village. C'est une vieille maison un peu délabrée surplombant la mer, une Mayoiga. 
Bien qu'elles aient rejoint Kiwa sur un coup de tête, les deux jeunes filles trouvent du réconfort dans cette maison dont la légende dit qu'elle s'occupe des voyageurs égarés, et dans l'hospitalité chaleureuse de Kiwa. Les cœurs meurtris des deux jeunes filles commencent à guérir peu à peu. Pour elles, cette opportunité de repartir à zéro est un grand soulagement jusqu'au jour où de curieux phénomènes commencent à se manifester. Des êtres étranges à bec pointu, que Kiwa appelle « Fushigitto », apparaissent tout autour de la maison. Leur apparence bizarre fait tout d'abord peur à Hiyori, mais ils se révèlent inoffensifs. Par contre, un serpent noir aux yeux rouges qui surgit et disparaît en un instant paraît malveillant et menaçant.

## Fiche technique
- Titre : La Maison des égarées
- Titre original : 岬のマヨイガ (Misaki no Mayoiga?)
- Réalisation : Shinya Kawatsura
- Scénario : Reiko Yoshida, d'après l'œuvre de Sachiko Kashiwaba
- Animation : Asami Nakatani, Yayoi Takano et Hideki Ito
- Musique : Yuri Miyauchi
- Production : Yukiko Takase
- Société de production : David Production
- Société de distribution : Anime Limited
- Pays de production :  Japon
- Langue originale : japonais
- Format : couleur — 2,35:1
- Genre : animation
- Durée : 105 minutes
- Dates de sortie :
  - Japon : 27 août 2021
  - France : 14 juin 2022 (Festival d'Annecy) ; 28 juin 2023 (sortie nationale)

## Distribution

### Voix originales
- Mana Ashida : Yui
- Sari Awano : Hiyori
- Takuya Tasso : Kozuchigawa no kappa
- Shinobu Ōtake : Kiwa-san
- Kaiji Tang : le père de Yui
- Brent Mukai : Tanaka Jizō

### Voix françaises
- Valérie Bachère : Yui
- Nathalie Bienaimé : Hiyori
- Pénélope Perdereau : Yoshi
- Sylvie Ferrari : Kiwa
- Julie Morinière : Tomoko
- Yann Pichon : Papy Makio
- Karine Martin : Makio
- Alexandre Coadour : le père de Yui
- Antoine Tomé : Tanaka Jizō
- Isabelle Desplantes : l'employée de mairie
- Jean-François Pagès : Kappa 1
- Jean-Pierre Leblan : Kappa 5

## Critiques
Pour Les Fiches du cinéma, il s'agit d'« un film magnifique et délicat sur la résilience. » Le journal Le Monde en parle d'une manière plus mesurée : « Ouvrage de sensibilisation, le film n’est jamais loin de fleurer le traditionalisme bon teint comme l’apologie des « vraies valeurs ». Toutefois, son trait fin, son cours calme, sa fluidité de récit se laissent suivre sans heurts, et font parfois oublier un scénario quelque peu téléguidé. »
Pour Télé Loisirs, le film est « une ode sensible à l'entraide, ponctuée d'agréables touches de magie. » Le magazine Première écrit : « L'intro, où trois femmes (une vieille, une ado et une gamine) traversent lentement une ville dévastée en silence pour atteindre le lieu-titre, est absolument fabuleuse. Et place sans doute même la barre un peu trop haut pour la suite, qui reste très jolie (...). »
Télérama explique que « s’il veut avant tout distraire un public familial, Kawatsura a aussi un propos et, si légères qu’elles soient, ses « suspensions » apportent une épaisseur inhabituelle à cette histoire simple. De l’art subtil de laisser infuser les sentiments… » Le Figaro, lui, regrette que « le sujet méritait mieux que ce film-thérapie en effet quelque peu égaré. Dans le même registre, revoyez plutôt Suzume. »